# 武漢肺炎
武漢肺炎（ぶかんはいえん、繁体字: 武漢肺炎; 簡体字: 武汉肺炎; 拼音: Wǔhàn fèiyán 英: Wuhan pneumonia）、武漢ウイルス（ぶかんウイルス、繁体字: 武漢病毒; 簡体字: 武汉病毒; 拼音: Wǔhàn bìngdú 英: Wuhan virus）とは、2019年新型コロナウイルス感染症（COVID-19）の呼称の一つ。中華人民共和国湖北省武漢市で初めて検出されたことにちなむ名称である。

## WHOの立場
世界保健機関 (WHO) は2015年に、新たに発見された病気（感染症、症候群、その他の疾患）の正式名称に地名を用いないガイドライン（ベストプラクティス）を定めている。このガイドラインでは、国際疾病分類 (ICD) における疾患名を決定する際に、社会的スティグマの助長とならないよう、病名は症状や重症性・季節性、病原体名などで構成される必要があるとし、避けるべき用語として地域名をはじめ、人名、文化・産業・職業上の言及、動物・食物の種類、および恐怖を扇動する用語を挙げている。新型コロナウイルスの正式名称の検討過程においても、この考え方は踏まえられた。
同様に社会的スティグマ防止を念頭として、WHOは国際赤十字赤新月社連盟や他の国連機関と共同で、COVID-19に関するコミュニケーションガイドを発行しており、この中で「武漢肺炎」や「武漢ウイルス」といった呼称を使わないよう示している。

## 中国語圏における状況
中華人民共和国政府や中国共産党は、前述のWHOによる規定を理由として、また汚名であり国際協調の妨げになるとして「武漢肺炎」の呼称に反対している。またこうした名称は武漢がウイルスの起源であることを印象付けるが、同国政府は、ウイルスの起源は科学的に確定していないとし、「武漢でウイルスが発見されたこと」と「武漢がウイルスの起源であること」は異なるとの立場を示している。
しかしながら、大陸の中華人民共和国政府と対立し、そのためにWHOから排除されている中華民国（台湾）や、2019年の逃亡犯条例問題や翌年の国家安全法問題などで中央政府への反感が強まっている香港などでは、「武漢肺炎」やそれを省略した「武肺」の呼称が一般に用いられている。特に台湾では公的機関においても用いられている。
香港における歴史的背景の1つに、かつてSARSが香港発祥との誤情報が流布した点がある。香港の代表的な民主派新聞である蘋果日報は、林忌による「なぜ武漢肺炎と呼び続けるべきなのか」という記事を載せており、林は「武漢肺炎」の呼称には病気の発祥が再び香港に転嫁されることを防ぐ意味があると説明し、前述の中国政府による説明を「歴史の改竄の準備」と批判している。
また感染初期の時点では、中国国内のマスメディアにおいても「武漢肺炎」の呼称が使用されていた事例がみられる。

## 日本における状況
WHOの指針に準じる形で、日本国政府は公式に「新型コロナウイルス」「新型コロナウイルス感染症」あるいは「COVID-19」といった呼称を採用しており、また日本国内の地方自治体もこれに従っているため、「武漢肺炎」「武漢ウイルス」といった呼称を公式には使用していない。
東京都は、2020年（令和2年）6月に実施されたデモにおいて発言されたとされる「武漢菌をまき散らす支那人、出ていけ」などの3つの言動が「不当な差別的言動」であると同年10月13日に認定した。
政治勢力においては、中国共産党に批判的な保守派を中心に、中国政府の責任を問う意図などから「武漢」や「中国」を含んだ名称が用いられることがある。その例として、2020年（令和2年）2月14日、自由民主党所属で同党の右派系グループ「日本の尊厳と国益を護る会」の代表幹事である青山繁晴参議院議員は「WHOが決めた『COVID-19』は覚えにくいし、病気の本質が理解しづらい。『武漢熱』と呼ぶべきだ」と述べたほか、同年3月3日には同じく自民党所属の参議院議員かつ「日本の尊厳と国益を護る会」会員である山田宏が、国会答弁において「武漢肺炎」という表現を使用している。また3月10日には麻生太郎副総理も「武漢ウイルスなるもの」といった発言をしている。
民間でも「武漢肺炎」「武漢ウイルス」といった呼称は一般に差別を助長するとの公論があり、その使用は論争の対象であるが、産経新聞などの一部メディアでは使用されている。産経新聞での使用について、酒井信彦は同紙上で「武漢由来に違いないから、産経新聞では必要に応じて、使用されている」と説明する。一方で、新聞広告などでは当該部分の見出しを伏字で隠す処置を施して掲載した新聞社もある。一例として、産経新聞出版が刊行した櫻井よしこの著書の広告を西日本新聞に掲載したところ、新聞社内での審査で「武漢肺炎」の語が通らず「●●肺炎」と伏せ字にされた上で広告掲載するという措置が取られたことがあり、産経新聞出版はこれに対し自社のTwitterアカウントで「武漢発を忘れてはいけません」と抗議した。またメディアにおいて、こうした呼称はしばしばナショナリズムや中国責任論、陰謀論と結びつきやすいとの分析がある。巷間での使用例としては、喫茶店で「武漢風邪で暫くお休みします」という貼り紙が貼られるといった事例がある。
一方、中国以外の各地で発生した変異株については、当初は「イギリス株」「南アフリカ株」「インド株」などと国名を冠して呼ばれていたが、WHOは2021年5月31日にギリシア文字を使用する新たな命名法を採用した。しかし2021年夏の時点ではまだ、日本のマスメディアでは「インド型」などの表記が見られた。その後は日本のマスメディアでも「デルタ株」「オミクロン株」といった、WHOの命名法に沿った用語を使用するようになっている。

## アメリカ合衆国における状況
第45代アメリカ大統領ドナルド・トランプは、その政権期でのCOVID-19の流行以降、中国政府に敵対的姿勢を取っており、同ウイルスをたびたび「中国ウイルス（英: Chinese virus / China virus）」や、カンフーにちなんだ「カンフルー（英: Kung-Flu）」と呼称している。アメリカ疾病予防管理センター長のロバート・R・レッドフィールドは、このウイルスの感染被害は中国に限られていないため「中国」の名前を冠するのは不適切だと指摘した。アジア系アメリカ人などがこの名称に起因する差別を受けたと主張しており、2020年9月17日には野党民主党が多数を占める同国下院において、「中国ウイルス」「武漢ウイルス」といった呼称はアジア系民族に対する差別的な呼称であるとの決議案を賛成多数で採択した。しかしトランプは在任中「中国ウイルス」の呼称を使用し続け、退任時の演説でも使用した。トランプ政権のマイク・ポンペオ国務長官もこうした呼称を使い、2020年3月のG7外相会合では、新型コロナに関わる共同声明に「武漢ウイルス」の呼称を盛り込むよう働きかけたことがヨーロッパ各国の反発を招き、共同声明が見送られる事態にもなった。
2021年よりトランプに代わって大統領となったジョー・バイデンは、「中国ウイルス」「武漢ウイルス」といった名称を禁止する大統領令に署名した。

## その他の類似した呼称
イタリアの中国問題専門家マルコ・レスピンティは、「中共ウイルス（英: CCP virus、中: 中共病毒）」という呼称を提案し、法輪功系の大紀元時報など「反中国共産党」を掲げる一部メディアで使用されている。
同感染症やその病原体は、略称や俗称で「コロナ（corona）」とも呼ばれるが、「コロナ」の商標や人名が風評被害やいじめの対象となったとの報道もある。